# Valeur principale de Cauchy
En mathématiques, la valeur principale de Cauchy, appelée ainsi en l'honneur d'Augustin Louis Cauchy, associe une valeur à certaines intégrales impropres qui resteraient autrement indéfinies. 

## Définition
Soit c une singularité d'une fonction d'une variable réelle f et supposons que pour a<c<b, la limite suivante
{\displaystyle \lim _{\varepsilon \to 0}\int _{a}^{c-\epsilon }f(x)\mathrm {d} x+\lim _{\eta \to 0}\int _{c+\eta }^{b}f(x)\mathrm {d} x=L}
existe et soit finie. Alors, on dit que l'intégrale impropre de f(x) sur l'intervalle existe et sa valeur est définie par L. 
Si la limite ci-dessus n'existe pas, il est toutefois possible qu'elle existe lorsque ε et η tendent vers zéro en restant égaux, c'est-à-dire si la limite
{\displaystyle \lim _{\varepsilon \to 0}\left(\int _{a}^{c-\varepsilon }f(x)\mathrm {d} x+\int _{c+\varepsilon }^{b}f(x)\mathrm {d} x\right)=L}
existe et est finie. Dans ce cas-là, on appelle la limite L la valeur principale de Cauchy de l'intégrale impropre ce que l'on écrit :
{\displaystyle \mathrm {v.p.} \int _{a}^{b}f(x)\mathrm {d} x=L}
La définition s'étend comme suit[réf. souhaitée] au cas avec n singularités {\displaystyle a<x_{1},...,x_{n}<b} : 
si pour ε >0 les intégrales {\displaystyle \int _{a}^{x_{1}-\varepsilon }f(x)\mathrm {d} x,\ldots ,\int _{x_{n}+\varepsilon }^{b}f(x)\mathrm {d} x} existent et sont finies et que la limite
{\displaystyle \lim _{\varepsilon \to 0}\left(\int _{a}^{x_{1}-\varepsilon }f(x)\mathrm {d} x+\dots +\int _{x_{n}+\varepsilon }^{b}f(x)\mathrm {d} x\right)=L}
existe, on pose : {\displaystyle \mathrm {v.p.} \int _{a}^{b}f(x)\mathrm {d} x=L}.

## Exemples

### Fonction puissance

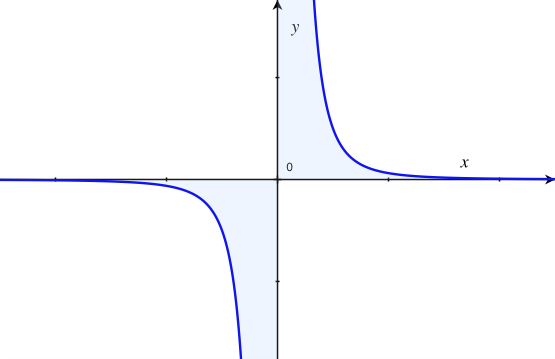
Figure 1 : Illustration de l'intégrale impropre de la fonction.

Soit la fonction f définie par {\displaystyle f(x)=x^{-3}} illustrée à la figure 1 ci-contre, on a :
{\displaystyle \lim _{\varepsilon \to 0}\int _{-\infty }^{-\varepsilon }{\mathrm {d} x \over x^{3}}+\lim _{\eta \to 0}\int _{\eta }^{+\infty }{\mathrm {d} x \over x^{3}}=\lim _{\varepsilon \to 0}{-1 \over 2\varepsilon ^{2}}+\lim _{\eta \to 0}{1 \over 2\eta ^{2}}}
Cette limite n'existe pas lorsque ε et η tendent vers zéro indépendamment. Par contre, en posant ε=η, la limite existe et vaut zéro. On a par conséquent :
{\displaystyle \mathrm {v.p.} \int _{-\infty }^{+\infty }{\mathrm {d} x \over x^{3}}=0}
Ce qui correspond à l'intuition puisque la fonction est impaire et que l'on intègre sur un intervalle symétrique.

### Logarithme intégral
La fonction logarithme intégral joue un grand rôle en théorie analytique des nombres. Elle est définie par 
{\displaystyle \mathrm {li} (x)=\int _{0}^{x}{\frac {\mathrm {d} t}{\ln(t)}}.}
Cette notation est abusive, il faut en effet voir cette définition pour x > 1 comme la valeur principale de Cauchy :
{\displaystyle \mathrm {li} (x)=\lim _{\varepsilon \to 0}\left(\int _{0}^{1-\varepsilon }{\frac {\mathrm {d} t}{\ln(t)}}+\int _{1+\varepsilon }^{x}{\frac {\mathrm {d} t}{\ln(t)}}\right).}

## Lien avec la théorie des distributions
Soit {\displaystyle {\mathcal {C}}_{c}^{\infty }(\mathbb {R} )} l'ensemble des fonctions lisses à support compact de {\displaystyle \mathbb {R} } vers {\displaystyle \mathbb {C} }. On peut alors définir une application
{\displaystyle \operatorname {v.p.} \left({\frac {1}{x}}\right)\,:{\mathcal {C}}_{c}^{\infty }(\mathbb {R} )\to \mathbb {C} }
telle que
{\displaystyle \operatorname {v.p.} \left({\frac {1}{x}}\right)(f)=\lim _{\varepsilon \to 0+}\left(\int _{-\infty }^{-\varepsilon }{\frac {f(x)}{x}}\,\mathrm {d} x+\int _{\varepsilon }^{\infty }{\frac {f(x)}{x}}\,\mathrm {d} x\right)\quad {\text{ pour toute }}f\in {\mathcal {C}}_{c}^{\infty }(\mathbb {R} )}
Cette application est bien définie et est une distribution d'ordre 1.
De façon plus générale, on peut définir la valeur principale d'un grand nombre d'opérateurs intégraux à noyau singulier. Soit {\displaystyle K:\mathbb {R} \to \mathbb {C} } une fonction admettant une singularité en 0 mais continue sur {\displaystyle \mathbb {R} -\{0\}}. Dans certains cas, la fonction suivante est bien définie et il s'agit d'une distribution.
{\displaystyle \operatorname {v.p.} (K)(f)=\lim _{\varepsilon \to 0+}\left(\int _{-\infty }^{-\varepsilon }f(x)K(x)\,\mathrm {d} x+\int _{\varepsilon }^{\infty }f(x)K(x)\,\mathrm {d} x\right)\quad {\text{ pour toute }}f\in {\mathcal {C}}_{c}^{\infty }(\mathbb {R} )}

## Autres notations
Dans la littérature, la valeur principale de Cauchy est parfois aussi notée :
{\displaystyle P\int f(x)\,\mathrm {d} x,\qquad PV\int f(x)\,\mathrm {d} x,\qquad VP\int f(x)\,\mathrm {d} x,\qquad \int ^{*}f(x)\,\mathrm {d} x,\qquad \int \!\!\!\!\!\!\!{\frac {}{\ \ \ }}f(x)\,\mathrm {d} x}
où PV désigne l'anglais Principal Value.